# Abdul Latiff
Abdul Mohamad Latiff (1958 -) es un botánico malayo, que ha realizado abundantes identificaciones y clasificaciones de nuevas especies en la familia Vitaceae.
- La abreviatura «Latiff» se emplea para indicar a Abdul Latiff como autoridad en la descripción y clasificación científica de los vegetales.[1]